# Глухов, Родион Михайлович
Родио́н Миха́йлович Глу́хов (19 апреля 1905, дер. Ослинка, Калужская губерния — 26 апреля 1987, Ташкент) — советский государственный и партийный деятель, организатор промышленности и сельского хозяйства. Заместитель председателя СНК Узбекской ССР (1941—1950), заместитель председателя СНК Таджикской ССР (до 1940), нарком коммунального хозяйства Таджикской ССР (1938), министр местной и топливной промышленности Узбекской ССР (1951—1955). Начальник строительства Большого Ферганского канала (1939—1940). 

## Биография

### Ранние годы и образование
Родился 19 апреля 1905 года в деревне Ослинка Жиздринского уезда Калужской губернии (ныне Жиздринский район Калужской области) в крестьянской семье. Детство и юность пришлись на период Первой мировой войны, революций 1917 года и Гражданской войны. Получил начальное образование: учился 2 года в четырёхклассной городской школе и 3,5 года в гимназии, однако полный курс гимназии завершить не удалось из-за революционных событий и реорганизации системы образования. Окончил один год средней школы после 1917 года.
В начале 1920-х годов включился в общественно-политическую жизнь, поддерживая идеи большевиков. В 1926—1927 годах учился в Среднеазиатском Коммунистическом университете.

### Начало карьеры и партийная деятельность
Трудовую деятельность начал в 1919 году учеником слесаря в Красновосточных железнодорожных мастерских в Ташкенте. Работал подручным слесаря (1920—1921), заведующим личным составом больницы (1921—1922), продовольственным инспектором областного продовольственного комитета (1922—1923).
В мае 1923 года стал кандидатом в члены ВКП(б), в мае 1926 года — полноправным членом партии (партбилет № 05989163). Занимал ряд партийных и советских постов:
- Инструктор агитационно-пропагандистского отдела ЦК КП Туркестана (1923—1924)
- Заведующий отделом печати ЦК КП Узбекистана (1924—1925)
- Информатор ЦК КП Узбекистана (1925—1926)
- Заведующий подотделом печати Ташкентского обкома КП(б) Узбекистана (1926—1927)
- Инструктор Агитационно-пропагандистского отдела ЦК КП(б) Узбекистана (с 1927)
- Заведующий Агитационно-пропагандистским отделом Красновосточного райкома г. Ташкент (1929—1930)[2].

### Участие в коллективизации и борьбе с басмачеством
- Участие в боях с басмачами: В октябре 1929 года участвовал в операциях против басмаческих банд в районе Чимбая (Каракалпакская АССР), в частности, в ликвидации банды Б. Бекниязова[3].
- «Двадцатипятитысячник»: Был направлен партией в числе «25-тысячников» — опытных рабочих-коммунистов, мобилизованных на проведение коллективизации. Создавал первые колхозы в населённых пунктах Солдатское и Майское (Узбекская ССР)[2].
- Раскулачивание: Участвовал в процессе раскулачивания в селе Сырдарья[2], где конфисковывалось имущество зажиточных крестьян и мелких предпринимателей для передачи колхозам.

### Государственная и хозяйственная деятельность в Средней Азии
В 1930-е годы карьера Глухова была связана с Таджикской ССР:
- Инструктор группы обобщения опыта Среднеазиатского бюро ЦК ВКП(б)
- Заместитель наркома пищевой промышленности Таджикистана
- Директор строительства первых хлебозаводов в Таджикской ССР
- Ответственный инструктор промышленного отдела ЦК КП(б) Таджикистана (1934)
- Инструктор промышленно-транспортного отдела ЦК КП(б) Таджикистана (с марта 1935)
- Заместитель председателя Госплана Таджикской ССР (с ноября 1937)
- Народный комиссар коммунального хозяйства Таджикской ССР (с 16 июля 1938)[4]
- Заместитель председателя СНК Таджикской ССР (до 1940)[5].

Строительство Большого Ферганского канала: В 1939—1940 годах, являлся начальником строительства Большого Ферганского канала имени Сталина. Под его руководством участок протяженностью 350 км был построен в рекордные сроки (август-сентябрь 1939 г.) методом хaшара (массового народного строительства) силами около 160 000 колхозников с применением техники (14 экскаваторов, 245 тракторов, 420 автомашин). Канал обеспечил орошение около 500 тыс. гектаров земель в Ферганской долине, резко увеличив производство хлопка.
С 1940 года деятельность Глухова сосредоточена в Узбекской ССР:
- Заместитель председателя Госплана Узбекской ССР (курировал ирригацию) (1940 — октябрь 1940)
- Первый заместитель наркома государственного контроля Узбекской ССР (октябрь 1940—1941)
- Заместитель председателя Совета Народных Комиссаров (с 1946 — Совета Министров) Узбекской ССР (1941—1950). Курировал тяжелую промышленность, экономическое планирование, развитие инфраструктуры республики[2][6].

В годы Великой Отечественной войны сыграл значительную роль в восстановлении эвакуированных предприятий и организации производства боеприпасов.
После 1950 года:
- Министр местной промышленности Узбекской ССР (по данным на 1951 г.)
- Министр местной и топливной промышленности Узбекской ССР (по данным на 1955 г.)[7]
- С 1957 года работал в аппарате Совета Министров Узбекской ССР[2].

В 1958 году заочно окончил Высшую партийную школу при ЦК КПСС.
Избирался депутатом Верховного Совета Узбекской ССР, Верховного Совета Таджикской ССР и Верховного Совета Каракалпакской АССР.
Скончался 26 апреля 1987 года. Похоронен в Ташкенте.

### Награды
За заслуги перед государством награждён:
- Орден Ленина Указом от 28 апреля 1940 г. — за строительство Большого Ферганского канала[5]
- Два ордена Трудового Красного Знамени
- Три ордена Красной Звезды (в том числе Указом Президиума ВС СССР от 18 июля 1943 г. — за восстановление предприятий и производство боеприпасов[1])
- Два ордена «Знак Почёта»
- Другие медали.